# Baldovce
Baldovce (allemand : Eckersdorf in der Zips ,hongrois : Baldócz) est un village de Slovaquie situé dans la région de Prešov.

## Histoire
Première mention écrite du village en 1272.

## Démographie

### Évolution de la population
| Année:               | 1994. | 2004.   | 2014.   | 2024.    |
| -------------------- | ----- | ------- | ------- | -------- |
| Nombre de personnes: | 213   | 198     | 182     | 159      |
| Différence:          |       | -7,04 % | -8,08 % | -12,63 % |

| Année:               | 2023. | 2024.   |
| -------------------- | ----- | ------- |
| Nombre de personnes: | 168   | 159     |
| Différence:          |       | -5,35 % |